# Ваталины
Ваталины (так же в старину Ватолины и Вотолины) — древний русский дворянский род, начало которого восходит к середине XVI века.
Представители рода владели в XVII веке поместьями в Звенигородском, Московском и Кашинском уездах. Никто из Ваталиных ни в XVIII, ни в XIX веках в дворянстве не утверждался.

## История рода
Богдан Ватолин объезжий голова в Москве (1531). Фёдор Фёдорович и Василий Ильич владели поместьями в Полоцком уезде (1563). В 90-х годах XVI столетия Ваталины владели поместьями в Звенигородском, Рязанском и Ряжском уездах. 
Городовой дворянин Сергей Некрасович за Можайскую и Тульскую службы, за Московское осадное сидение и за Осиповскую службу получил денежные придачи (1606). Тороп Иванович, звенигородец, за Смоленскую службу (1616 и 1617) получил денежную придачу, звенигородский окладчик (1622). В первой половине XVII столетия Ватолины помещики Кашинского уезда.
Четверо представителей рода владели населёнными имениями (1699).

## Известные представители
- Ватолин Маркел - († 1678) — дьяк (1676).
- Ватолин Никифор Афанасьевич — стрелецкий сотник (1662), московский дворян (1668—1678)[2].